# Тойвола
Тойвола (карел. Toivola) — посёлок в составе Найстенъярвского сельского поселения Суоярвского района Республики Карелия России.

## Общие сведения
Расположен на северо-восточном берегу озера Кайтаярви.
В посёлке находится памятник истории — братская могила советских воинов, погибших в годы Советско-финской войны 1941—1944 годов.

## Население
| 2002 | 2009 | 2010 | 2013 |
| ---- | ---- | ---- | ---- |
| 358  | ↘321 | ↘281 | ↘263 |

## Улицы
- ул. Дальняя
- ул. Дорожная
- ул. Зелёная
- ул. Новая
- ул. Центральная
- ул. Школьная